# Szendrői Jenő
Szendrői Jenő (ered. Straubert, Makó, 1913. február 13. – Budapest, 2000. május 20.) Kossuth-díjas magyar építész.

## Családja
Szendrői Jenő 1913. február 13-án született Makón. Elődei – Straubert család – a XVIII. század elején kerültek Szegedre, mint telepesek, az Ausztria és Dél-Németország közötti bajor határról. A Dunán jöttek le, majd a Tiszán vissza és Szegeden kötöttek ki. Természetesen a több mint 200 év alatt ez a német eredetű család (ezen a helyen) teljesen elmagyarosodott. A német-magyaron kívül szlovák, sőt, lengyel is akadt a családjában.

## Életpályája
Középiskolai tanulmányait Szegeden végezte. 15 éves korában érdeklődése a matematika felé fordult. 1930-ban beiratkozott a Budapest Királyi József Nádor Műegyetemre. Egy ideig habozott, hogy gépész vagy építész legyen. Végül az építész kart végezte el. Két professzor volt rá nagy hatással: az egyik Kotsis Iván, a másik Csonka Pál, akinél a bécsi ösztöndíja előtt egy évet a tanszékén, tanársegédként dolgozott. A bécsi Technische Hochschulén végzett építészek számára működött egy „Meisterschule”, így került prof. Siegfried Theiss mellé, ahol városrendezési téma volt a disszertációja.
Bécsből hazatérve 1937-től statikusként kezdett dolgozni Nyíri László irodájában, majd építészként Wanner Jánosnál és Möller Károly irodájában is megfordult. Munkái voltak a Péti Nitrokémia gyárában, annak Mátrai Gottwald Gyula 
vezette osztályán. 1939-től lett önálló magántervező. Első nagy munkája az egykori Magyar Királyi Ipari Anyaghivatal székházának statikai tervezése (építész tervező: Janáky István).
Az 1945-ös évet Budapesten élte át. 1945–48 között magánmérnökként dolgozott tovább. 1948-ban, az államosítások évében megalakult az első állami tervezőiroda, a MATI (Magasépítési Tervező Iroda), ahol az egyik középület-tervező csoport vezetője lett. Ebben az időben tervezett épületei: Fehérvári úti SZTK-rendelő (Lévai Andorral), az Agrártudományi Egyetem Ménesi úti épülete (Lauber Lászlóval), valamint a Honvédelmi Minisztérium I. sz. épülete (Bp. V. Falk Miksa utca 9–11. – ma: Nemzetbiztonsági Hivatal)
1951-ben kinevezik Lux László, az Ipari Épülettervező Vállalat igazgatója mellé főmérnöknek. Szendrőivel együtt ment Lauber László is. Ekkor tervezték együtt a Honvédelmi Minisztérium II. épületét, (Bp. V. Balaton utca 7–11.), a Vas- és Fémipari Kutatóintézetet (Fehérvári út), valamint a Dunai Vasmű bejárati épületét Sztálinvárosban (Dunaújváros).
1954-ben kinevezik az IPARI ÉS MEZŐGAZDASÁGI ÉPÜLETTERVEZŐ VÁLLALAT igazgatójává. Ezt a funkciót 1957-ig látta el, majd újból a vállalat főmérnökeként dolgozott, 1971-ig. Ezen időszakban fejlődik ki az ipari csarnokok elemeinek tipizálása és gyári előállítása. A vezetése alatt munkatársaival végzett közös munka révén Magyarországon az IPARTERV lett az ipari épülettervezés központja – a helyszíni előregyártás pedig nemzetközi hírű. Ezért kapta meg a vállalat az UIA (Építészek Nemzetközi Szövetsége) „August Perret” díját 1961-ben.
Az IPARTERV-nek 1971-ig volt főmérnöke. 1954–56 között Magyar Építőművészek Szövetségének főtitkára, majd 1970–72 között elnöke volt. 1971–78 között a Műszaki Egyetem Ipari és Mezőgazdasági Tanszékének „tanszékvezető” egyetemi tanára.
1957-ben elvállalta a Magyar Építőművészek Szövetsége mellett működő Mesteriskola vezetését. Az iskolát a Minisztérium 1960-ban – mint nemkívánatosat – megszüntette. A megszüntetés elsődleges oka az „elitképzés” vádja volt. 1970-ben újraindult a Mesteriskola, melyet még nyugdíjazása után is vezetett, 1996–98 között. A XIV. ciklust még Szendrői Jenő vezette, Szentkirályi Zoltánnal és Arnóth Lajossal.
2000. május 20-án halt meg a Kútvölgyi klinikán. Kérésére Csobánkán temették el, ahol évtizedeket töltött hétvégi házában, és ahol pályatársai, mesteriskolásai rendszeresen látogatták.

## Szendrői Jenő-díj
Dr. Szendrői Jenőnek a MÉSZ újjáalapító és rendes tagjának, a Mesteriskola létrehozójának, több építésznemzedék tanítómesterének tiszteletére és emlékezetére 2002-ben Szendrői Jenő-díj alapított a Magyar Építőművészek Szövetsége.
„A kitüntetést az kaphatja, aki szellemével, alkotó magatartásával, a névadó erkölcsi és valóságos üzenetét törekvéseiben megtestesíti.”
A díjat minden évben a MÉSZ tavaszi közgyűlésén ünnepélyes keretek közt egy jelölt veheti át.

## Kitüntetései
- Ybl Miklós-díj (1955)
- Kossuth-díj (1963)
- A Magyar Köztársasági Érdemrend középkeresztje (1993)
- Magister honoris causa. Tiszteletbeli mesteri cím a Műegyetemtől. (1997)

## Művei
- Bp. XI., Zámori út 2/b: háromlakásos társasház (Várhegyi Bélával) (40-es évek eleje)
- Dés városközpont (Németh Pállal) (40-es évek eleje)
- Kolozsvári repülőtér hangára (statikusként) (40-es évek eleje)
- Szeged, Széchenyi tér – Károlyi u. – Fekete sas u.: háromemeletes ikerház és bank (1941)
- Hétvégi házak a budai hegyekben (Schall Józseffel[11]) (1941)
- Bp. I., Fő u. 66–68: Anyag- és Árhivatal (statikusként Janáky István építész mellett) (1942)
- Bp. XII., Királyhágó u. 1–3: Honvéd Tiszti Kórház sérült vasbetonszerkezeteinek megerősítése (1945)
- Bp. VIII., Horváth M. tér: József Telefonközpont újjáépítése (Hübner Tiborral) (1948)
- Bp. XI., Fehérvári út 12: Rendelőintézet (Lévai Andorral) (1949)
- Bp. V., Falk Miksa (Honvéd) utca 9–11: Honvédelmi Minisztérium I. épület (ma: Nemzetvédelmi Hivatal) (Hegedüs Bélával) (1949)
- Bp. V., Balaton utca 7–11: Honvédelmi Minisztérium (Lauber Lászlóval) (1949–50)
- Bp. XI., Ménesi út 44–48: Agrártudományi Egyetem (ma: Kertészeti és Élelmiszeripari Egyetem) (Lauber Lászlóval) (1949–50)
- Bp. XI., Fehérvári út 130: Vas- és Fémipari Kutatóintézet (Lauber Lászlóval) (1949–50)
- Sztálinváros (ma: Dunaújváros), Vasmű-tér 1–3: Dunai Vasmű bejárati és igazgatási épülete (Lauber Lászlóval)(1950–51)
- Inotai Alumíniumkohó (Lauber Lászlóval és Mátrai Gyulával) (1952)
- Bp. II., Pasaréti út 11–13: Vasas Teniszcsarnok (Menyhárd Istvánnal[12]) (1957)
- Bp. XI., Fehérvári út 68: Beloiannisz Híradástechnikai Gyár (Arnóth Lajossal[13]) (1962)
- Nyíregyházi Konzervgyár (Földesi Lajossal[14]) (1964)
- Bp. XI., Budafoki út 42. MAFC lágymányosi uszodája (Lakatos Évával) (1976)
- Badacsonyi vitorláskikötő (statikusként Kapitány József építész mellett) (1996)
- Csobánkán családi házak

### Tervek
- Tabáni erdőszálló, I. díj (1938)
- Ferihegyi repülőtér I. terminál (Németh Pállal), megvétel (1939)
- Metró Baross téri állomása (Lauber Lászlóval), I. díj (1950)
- Nagymarosi Vízierőmű (Arnóth Lajossal és Gulyás Zoltánnal) (1959)
- Debrecen: Biogal Gyógyszergyár, tanulmányterv (Gulyás Zoltánnal) (1963–64)
- Bp. XII., Petényi köz 10: Műszeripari Kutatóintézet székháza (Schulteisz Imrével és Tokár Györggyel[15]) (1980)
- Több mint 30 – változatos témájú – pályázaton kapott díjat vagy megvételt

### Fontosabb publikációi
- Az ipari épülettervezés fejlődése 1951-ben (Magyar Építőipar 1952/2)
- Magyar építészet 1945–1955 (a MÉSZ megbízásából vezetésével szerkesztették: Bajnay László, Bonta János, Dr. Göngyösi István és Kürthy László)
- Ipari építészetünk (Budapest, 1965)
- Magyar építészet 1945–1970 (Budapest, 1972)
- Ipari épülettervezés (egyetemi tankönyv, 1972)
- Neue Architectur in Ungarn 1945–1970 (Budapest–München, 1978)

### Képgaléria

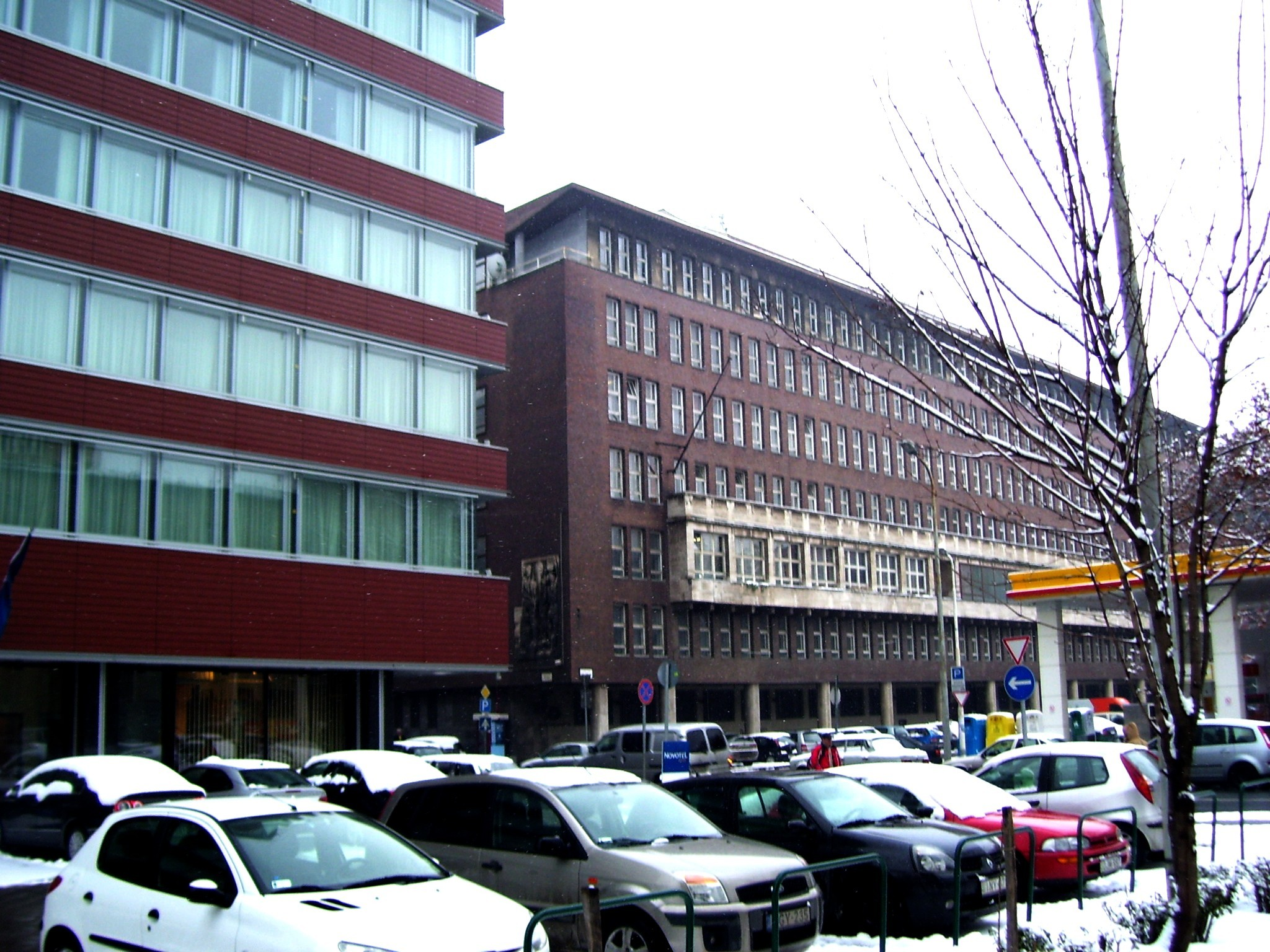
Anyag és Árhivatal a Fő utca 66-68 alatt 1942
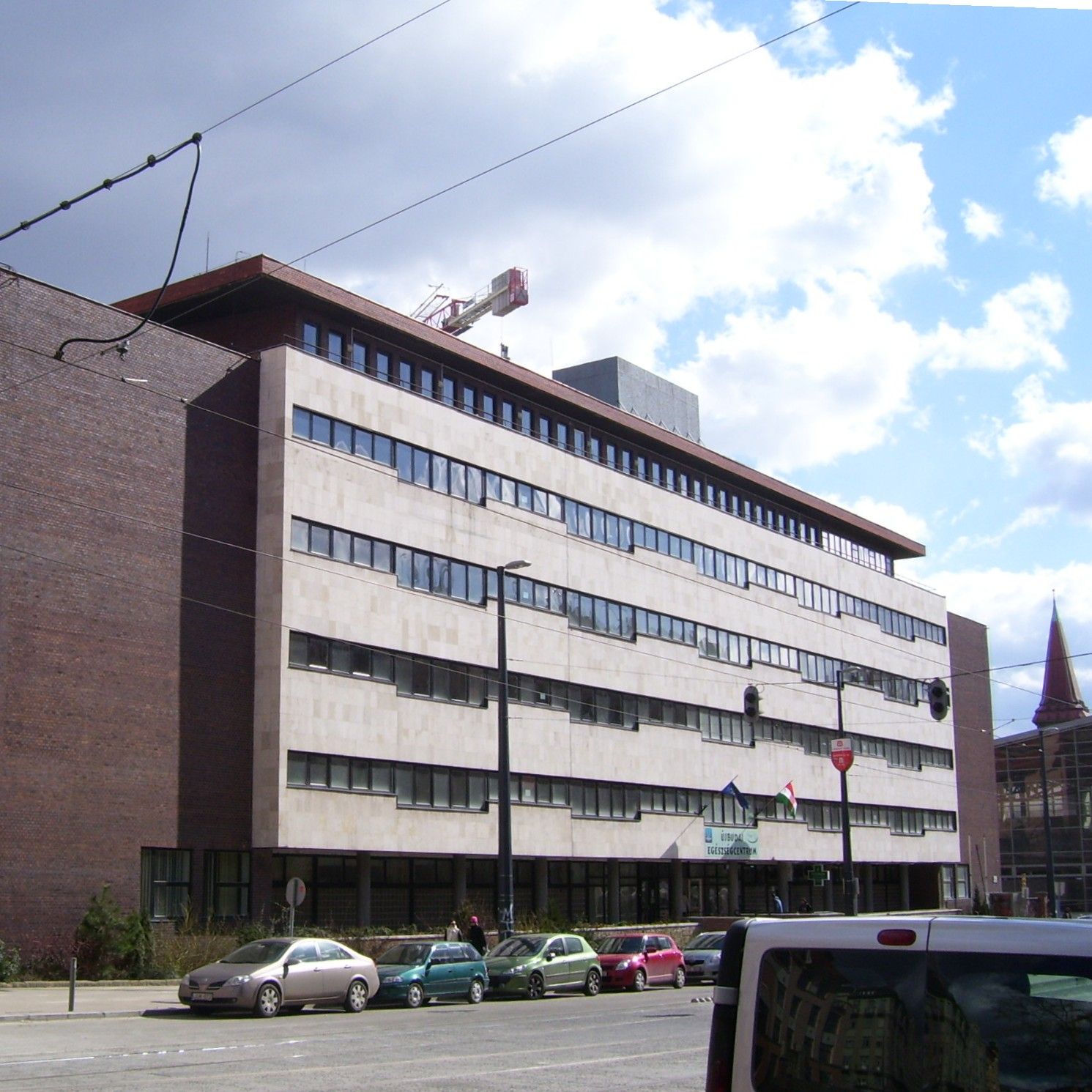
Szakorvosi rendelőintézet a Fehérvári úton 1949
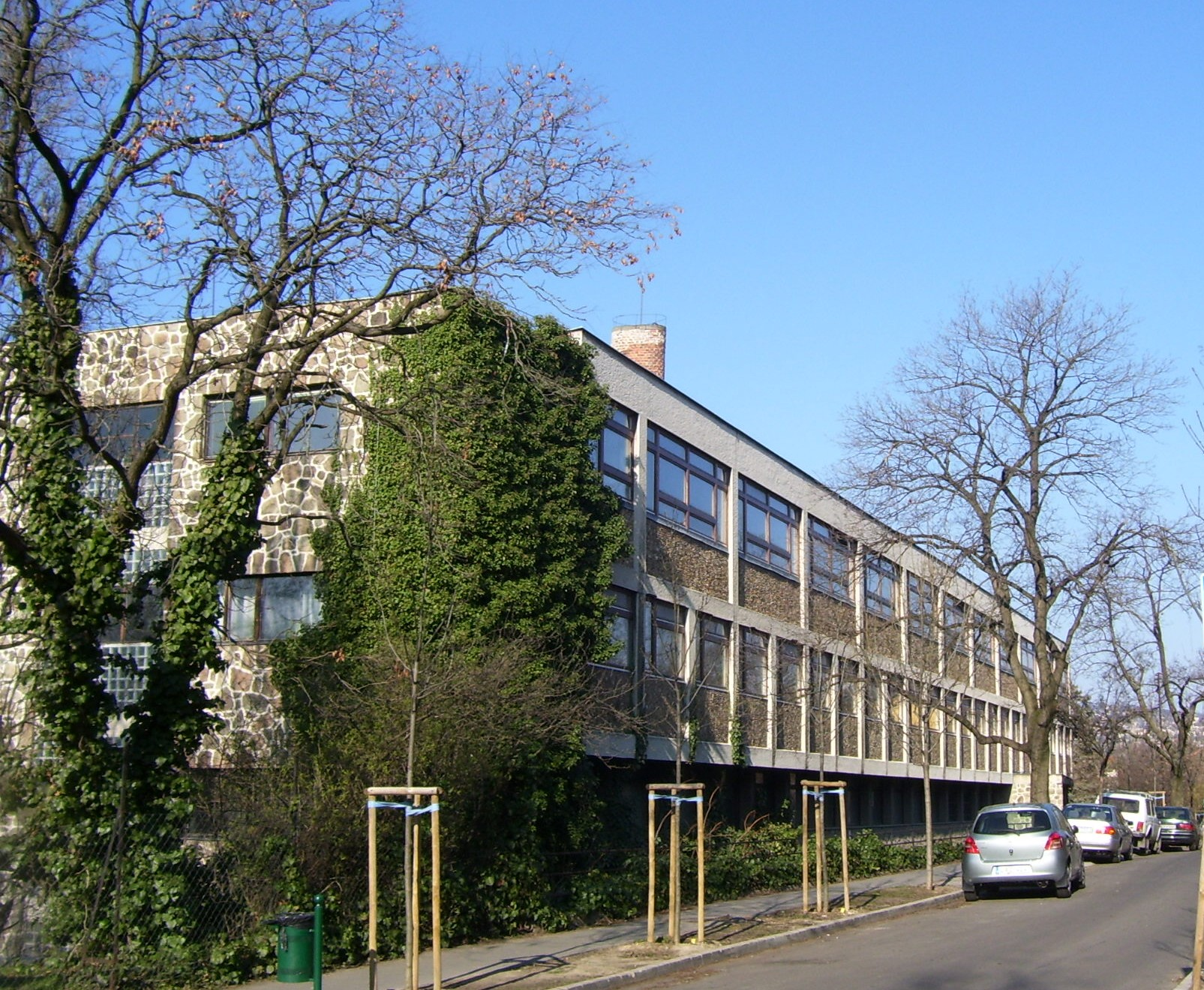
Agrártudományi Egyetem a Ménesi úton 1949-50
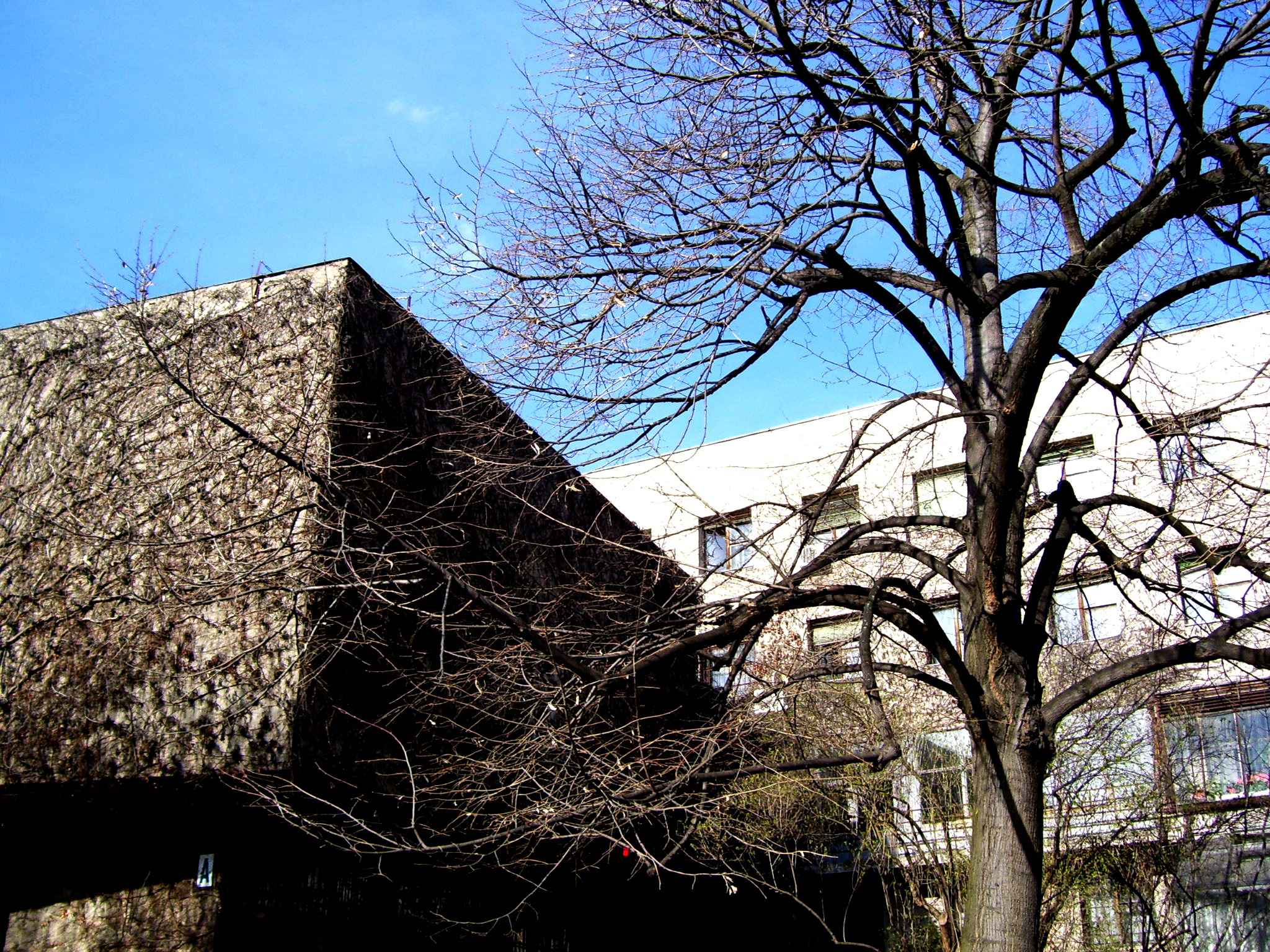
Agrártudományi Egyetem a Villányi út felől
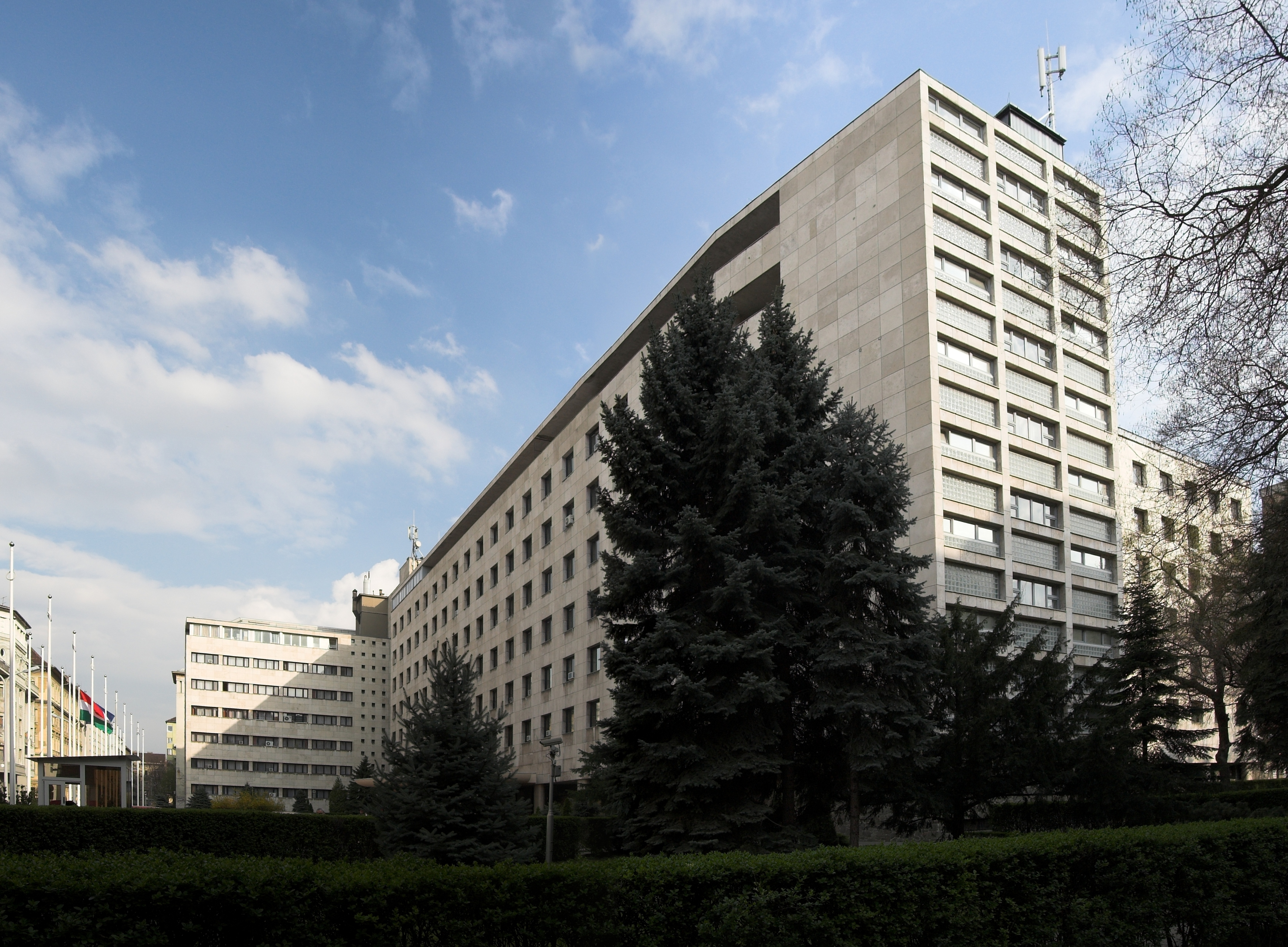
Honvédelmi Minisztérium 1949-50
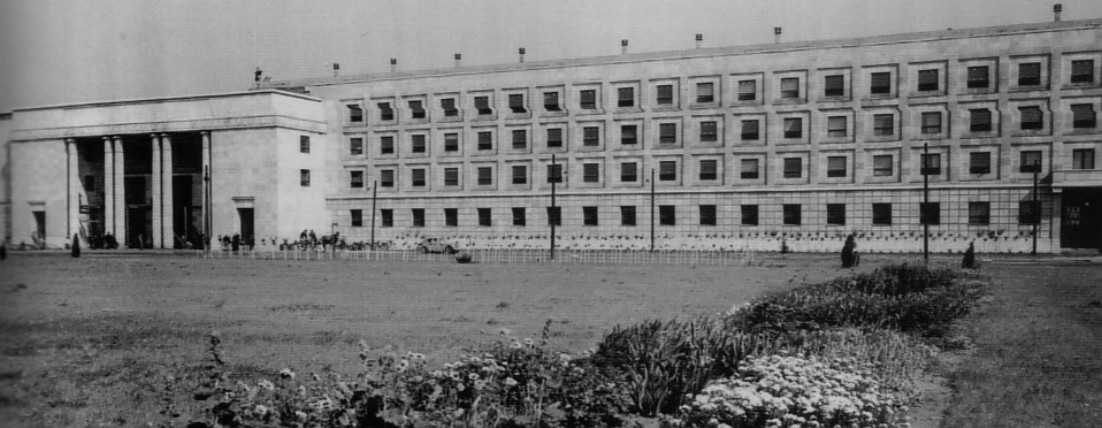
Dunai Vasmű irodaháza Dunaújváros 1950-51 *
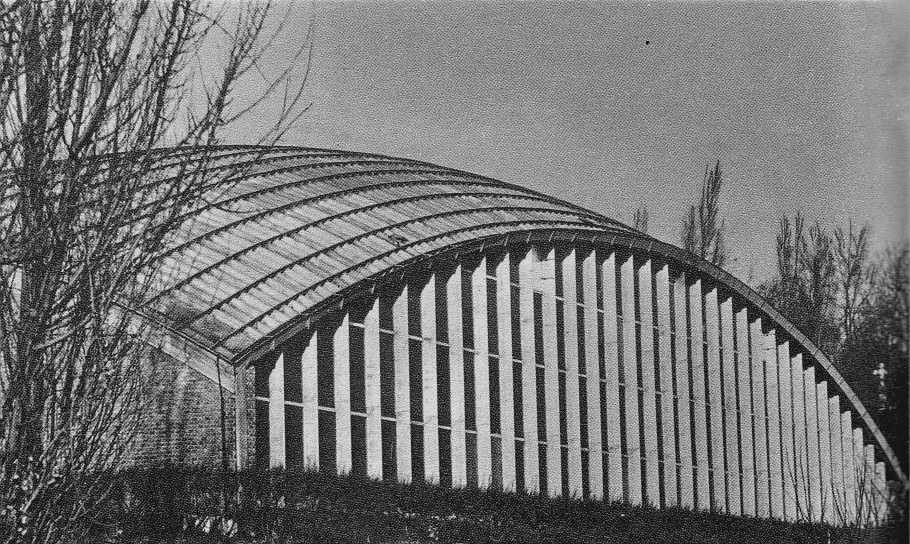
Pasaréti VASAS teniszcsarnok 1957 *
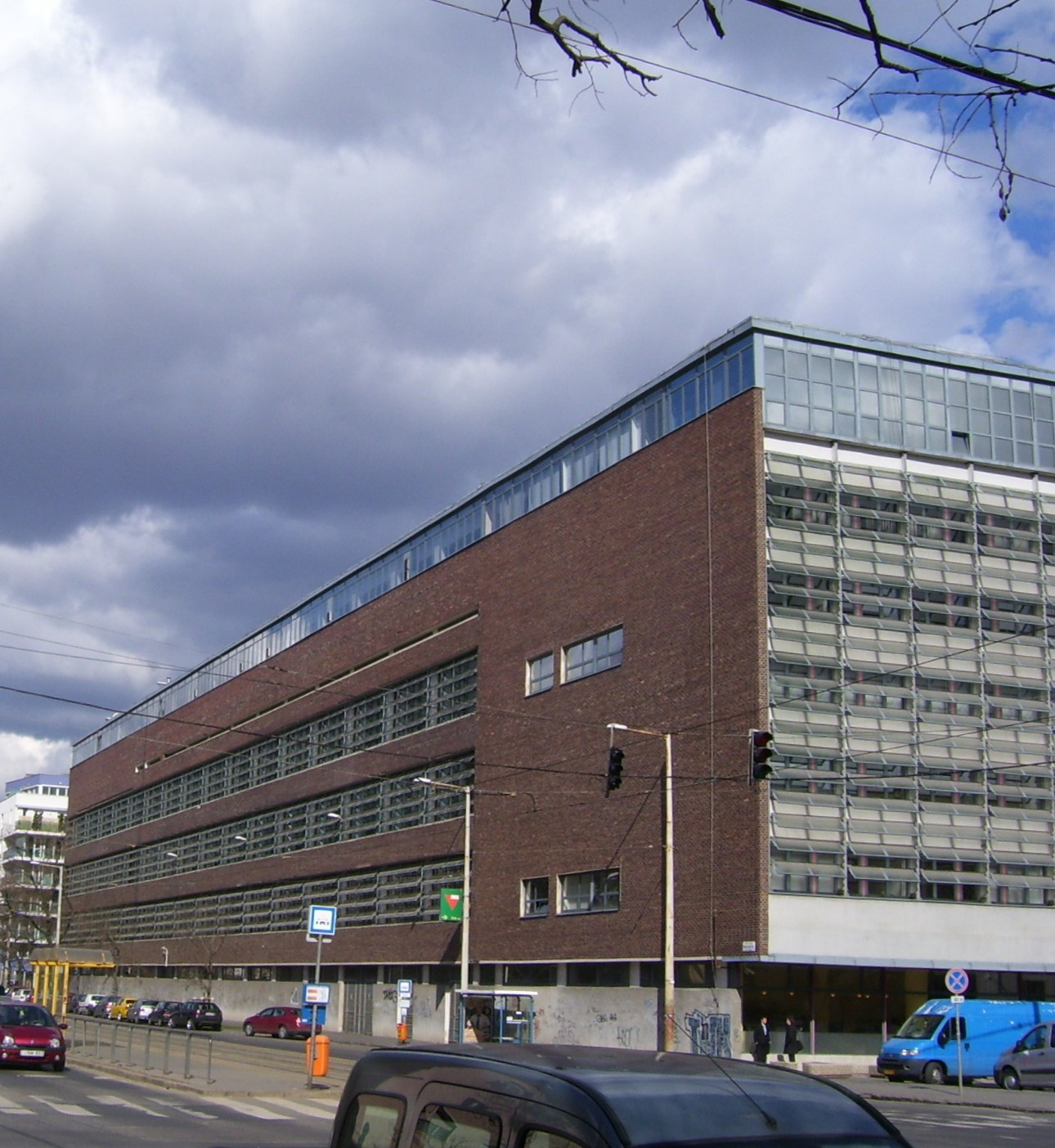
Belloiannisz Híradástechnikai gyár 1962

## Külső hivatkozások
- Rados Jenő: Magyar építészet története (Műszaki Könyvkiadó. 1971.)
- Művészeti kislexikon (Akadémia Kiadó. 1973. 593. old.)
- Modern építészeti lexikon. Szerk. Kubinszky Mihály. Budapest: Műszaki. 1978.   288. o. ISBN 963-10-1780-X
- IPARTERV 1949-74 (vállalati kiadvány)
- Ki kicsoda (Kossuth Kiadó 1981. 666. old.)
- Az IPARTERV negyven éve (Magyar építőipar. ÉTE folyóirata. 1988/12. sz.)
- A magyar tervezőirodák története (ÉTK. Kft. 2001. 149-166. old.)
- Arnóth Lajos: Szendrői Jenő (Új magyar Építőművészet. 2002/1. sz. 44-46. old.)
- Arnóth Lajos: Búcsu Szendrői Jenőtől a Mesteriskolán (Új Magyar Építőművészet. 2000/4. 2-3.).
- Osskó Judit: Unokáink is látni fogják. Az építészet ürügyén. Beszélgetés Szendrői Jenő Kossuth-díjas építésszel (TERC Kiadó. 2007. Interjúkötet. Tíz építészportré 1977-1995) + DVD